# Petr Tejral
Petr Tejral (* 4. ledna 1996 Praha) je český lední hokejista hrající na postu útočníka. Jeho strýcem je český hokejista Miroslav Tejral, který se například podílel na postupu HC Slavie Praha do extraligy v roce 1994.

## Život
S hokejovou kariérou začínal v klubu HC Slavia Praha, za nějž hrál i v mládežnických a juniorských výběrech. Za muže tohoto celku poprvé nastoupil během sezóny 2015/2016, když odehrál devět utkání. V následujícím ročníku (2016/2017) již za Slavii nastupoval pravidelně a odehrál také šest zápasů za HC Vajgar Jindřichův Hradec, v němž hostoval.
Ve svém mládežnickém věku reprezentoval Českou republiku v mezinárodních zápasech. Ve výběru do 16 let zastával i funkci kapitána národního mužstva.